# Хто підставив кролика Роджера
«Хто підставив кролика Роджера» (англ. Who Framed Roger Rabbit) — американська кінокомедія 1988 року режисера Роберта Земекіса. Знята за однойменним романом американського письменника-фантаста та сатирика Гері К. Вольфа «Хто підставив кролика Роджера?».
Поряд зі справжнім містом існує Мульттаун, де живуть герої відомих мультфільмів. Один з таких героїв — кролик Роджер, який має сумніви з приводу вірності своєї дружини, красуні Джессіки. Продюсер Марун наймає приватного детектива Едді Валіанта, щоб той провів розслідування. Невдовзі стається вбивство магната Марвіна Акме, власника корпорації «Акме» і Мульттауна. Підозра падає на Роджера, який відчайдушно намагається довести свою невинність і просить про допомогу в Едді.

## Сюжет
У Голлівуді 1947 року кролик Роджер знімається в мультфільмі «Запахло смаженим». За сценарієм, він наглядає за вередливим малюком Германом, якого грає карлик. Малюк вибирається з манежу і вирушає на кухню за печивом, а Роджер намагається його повернути й потрапляє у різні халепи. Коли на нього падає холодильник, навколо голови Роджера починають кружляти пташки, проте за сценарієм мали бути зірочки. Режисер і Герман роздратовані цим, бо перезнімання надто дорого коштує.
Власник мультиплікаційної студії «Maroon Cartoons» Марун наймає приватного детектива Едді Валіанта, щоб той знайшов докази зради дружини кролика Роджера, Джессіки Реббіт. Як він сподівається, кролик тоді забуде про все, крім роботи, і відповідальніше ставитиметься до своїх ролей. Едді позичає в знайомої Долорес фотоапарат і вирушає в нічний клуб, де фотографує Джессіку з магнатом Марвіном Акме. Потім знімки показують кролику Роджеру. Він не може повірити в зраду дружини та, засмучений, вештається містом.
Наступного ранку Едді дізнається, що Марвіна Акме вбито. В злочині підозрюють мультик, справою займається похмурий суддя на прізвисько Смерть, який обіцяє втопити вбивцю в розчиннику. Герман ділиться з Едді чутками, що Марвін, згідно з заповітом, планував віддати місто Мульттаун, де живуть мультики, під самоврядування. Детектив не вірить цьому, але пізніше помічає на фото край заповіту. Кролик Роджер ховається в офісі детектива, шукаючи прихистку, адже всі підозрюють його у вбивстві Марвіна. Куниці, що працюють на суддю, обшукують офіс, але Едді переховує кролика в умивальнику. Кролик приковує себе до детектива наручниками, від яких немає ключів. Едді вирушає до Долорес, де виявляється, що Кролик міг будь-якої миті звільнитися сам. Детектив просить Долорес дізнатися чи був заповіт Марвіна завірений.
Джессіка Реббіт розшукує чоловіка та просить детектива повідомити де Роджер. Вона зізнається, що зобразила зраду під примусом Маруна, щоб Роджера лишили на роботі. В розмову втручається Долорес, яка дізналася, що заповіт зник. Суддя Смерть з куницями вистежують кролика в барі. Суддя пропонує велику винагороду за Роджера. Один з відвідувачів бару жартує, ніби знає де він, що тільки укріплює підозри судді. Смерть виманює кролика стуком, якому не може опиратися жоден мультик. Коли суддя майже опускає кролика в бочку з розчинником, Едді змушує Роджера випити коньяк, від чого кролик нестерпно верещить. Завдяки цьому детектив і кролик тікають.
Едді припускає, що компанія «Cloverleaf Industry», що скуповує по всьому місту земельні ділянки, запропонувала Маруну велику суму за Мульттаун. Якщо це так, то суддя Смерть найнятий саме цією компанією, щоб заповіт не було знайдено. Детектив також розповідає кролику як мультик убив його брата. Едді відвідує Маруна, котрий зізнається в причетності до махінацій «Cloverleaf». Муніципалітет збирається прокласти недалеко від Мульттауна автостраду, і планує збагатитися, забудувавши прилеглу територію закусочними швидкого обслуговування, автозаправками й подібним. Якщо заповіт не буде знайдено вчасно, суддя Смерть знищить Мульттаун разом з усіма його мешканцями, заливши його розчинником. У цей час хтось стріляє в Маруна, Едді встигає побачити Джессіку.
Детектив вирушає у Мульттаун заарештувати Джессіку, де вона несподівано рятує Едді від невідомого вбивці та каже, що отримала заповіт, однак це чистий аркуш. Убивцею виявляється суддя Смерть, який схоплює Едді та Джессіку завдяки куницям. Вони шукають у них заповіт, проте не знаходять. Роджер намагається врятувати їх, але теж опиняється в пастці. Суддя наказує куницям вкинути обох у розчинник. Тоді Едді зауважує, що коли куниці починають сміятися, то не можуть зупинитися. Він влаштовує незграбну виставу, через яку куниці регочуть, аж поки не помирають. Суддя потрапляє під коток і тоді виявляється, що він насправді мультик — той самий, який убив брата Едді, Марвіна та Маруна. Лиходій хоче розпиляти детектива пилкою, проте Едді вдається розлити розчинник, в якому суддя гине. Потім Едді змиває речовину водою з пожежних гідрантів.
Прибувають Долорес і поліцейські. Долорес зауважує пляму чорнила на сорочці Едді, це наштовхує Роджера на думку, що заповіт був написаний чорнилом, яке проявляється під дією води. Так і стається, кролик зачитає, що Мульттаун віднині належить його жителям. Мультики святкують перемогу, а завершує фільм Поркі Піг своєю класичною фразою «Це все, народ».

## У ролях
| Актор              | Роль                                |
| ------------------ | ----------------------------------- |
| Боб Госкінс        | Едді Валіант                        |
| Крістофер Ллойд    | суддя Смерть                        |
| Джоанна Кессіді    | Долорес                             |
| Чарльз Флейшер     | кролик Роджер / Таксі Бенні (голос) |
| Стаббі Кей         | Марвін Акме                         |
| Алан Тілверн       | Марун                               |
| Річард ЛеПарментье | лейтенант Сантіно                   |
| Кетлін Тернер      | Джессіка (голос)                    |
| Бетсі Брентлі      | модель Джессіки                     |
| Джоел Сілвер       | куниця Рауль                        |
| Пол Спрінгер       | куниця Огі                          |
| Річард Райдінгс    | куниця Анджело                      |

## Цікаві факти
- Відсутність знаку питання в назві можна пояснити, імовірно, марновірством, що фільми зі знаком питання у назві збирають мало касових зборів.
- Титри фільму виводяться протягом майже десяти хвилин. На момент виходу фільм був рекордсменом по найдовшій послідовності титрів за всю історію кіно.
- Дорогу, яку планують побудувати через Мульттаун, називають шлях «звідси до Пасадени». Можливо, мається на увазі автострада «Пасадена», що бере початок з центру Лос-Анджелеса (закінчена в 1940-му і втратила своє значення), або каліфорнійське шосе 134, що проходить недалеко від Бербанка, Каліфорнія.
- Більше сотні окремих фрагментів фільму були оптично об'єднані, щоб поєднати елементи гри акторів і анімації. Самі анімаційні персонажі були промальовані вручну без комп'ютерної мультиплікації; аналогові оптичні ефекти використовувалися для того, щоб додати тіні й освітлення мультяшок, щоб надати їм «більш реалістичний», тривимірний вигляд.

## Саундтрек
| Список треків | Список треків                                  | Список треків |
| #             | Назва                                          | Тривалість    |
| ------------- | ---------------------------------------------- | ------------- |
| 1.            | «Maroon Logo»                                  | 0:19          |
| 2.            | «Maroon Cartoon»                               | 3:25          |
| 3.            | «Valiant & Valiant»                            | 4:22          |
| 4.            | «The Weasels»                                  | 2:08          |
| 5.            | «Hungarian Rhapsody (Dueling Pianos)»          | 1:54          |
| 6.            | «Judge Doom»                                   | 3:47          |
| 7.            | «Why Don't You Do Right?»                      | 3:07          |
| 8.            | «No Justice for Toons»                         | 2:45          |
| 9.            | «The Merry-Go-Round Broke Down (Roger's Song)» | 0:47          |
| 10.           | «Jessica's Theme»                              | 2:03          |
| 11.           | «Toontown»                                     | 4:44          |
| 12.           | «Eddie's Theme»                                | 5:22          |
| 13.           | «The Gag Factory»                              | 3:49          |
| 14.           | «The Will»                                     | 1:10          |
| 15.           | «Smile Darn Ya Smile/That's All, Folks!»       | 1:17          |
| 16.           | «End Title»                                    | 4:57          |
| 45:57         |                                                |               |